# Fort de la Motte-Giron
Le fort de la Motte-Giron, appelé brièvement le fort Roussin, est un ouvrage fortifié se trouvant près de l'extrémité occidentale de la commune de Dijon. Ce fort fait partie de la ceinture de forts détachés entourant l'agglomération.

## Histoire
Pendant la guerre franco-allemande de 1870, les combats atteignirent Dijon (lors des batailles de Dijon) et la ville fut occupée par l'Armée allemande . La construction de nouvelles fortifications est rapidement décidée, un comité est constitué en juillet 1872, dont le secrétaire est le général Raymond Adolphe Séré de Rivières, qui propose de construire une série de plusieurs centaines de forts : Dijon doit faire partie des places fortes prévues en seconde ligne (avec La Fère, Laon, Reims, Langres et Besançon). En 1874, la Chambre des députés vote le financement du programme. Huit positions fortifiées sont ainsi mises en chantier autour de Dijon : six forts, une redoute et un réduit.
Le plateau de Bel Air était au milieu du XIXe siècle en zone rurale, avec le hameau de Fort-Yon à l'emplacement de l'actuel quartier des Marcs d'Or. La butte était couronné par un télégraphe. Le terrain est acquis par l'État à Bathilde Moreau, la veuve de l'avocat parisien Louis Honoré. De janvier 1875 à septembre 1876, 1 500 ouvriers travaillent à la construction du fort. La pierre provient notamment des carrières de Premeaux-Prissey et d'Is-sur-Tille.
Par le décret du 21 janvier 1887, le ministre de la Guerre Georges Boulanger renomme tous les forts, batteries et casernes avec les noms d'anciens chefs militaires. Pour le fort de la Motte-Giron, son « nom Boulanger » est en référence à Albin Roussin, né à Dijon (capitaine de frégate en 1808, fait vice-amiral après l'expédition du Tage en 1831, amiral en 1840, ministre de la Marine en 1840 et 1843) : le nouveau nom devait être gravé au fronton de l'entrée. Dès le 13 octobre 1887, le successeur de Boulanger au ministère, Théophile Ferron, abroge le décret. Le fort reprend officiellement son nom précédent.
En 1901, les forts Séré de Rivières non modernisés passent en troisième catégorie : leur garnison et leur armement sont réduits. Lors de la mobilisation française de 1914, le fort de la Motte-Giron n'est gardé que par une demi-compagnie du 58e régiment d'infanterie territoriale, une compagnie de réserve d'étapes et un détachement de 82 artilleurs ; son armement est limité à deux canons de 120 mm et six canons de 90 mm, la batterie annexe n'étant pas armée. En 1915, est ordonné le transfert des canons et de leurs munitions vers le front. Le fort devient un centre d'entraînement, puis à partir d'août 1917 un camp de détention pour des officiers allemands capturés. Pendant l'entre-deux-guerres, le fort n'est plus qu'un dépôt militaire.
De juin 1940 à août 1944, les forces allemandes en font une prison pour des civils français, notamment ceux qui sont ensuite déportés. D'octobre 1944 à mars 1948, il est utilisé comme centre de transit pour les prisonniers de guerre allemands, puis devient un centre de transmission de l'Armée de l'air française, il est déclassé en 1954, pour finir comme terrain de manœuvres du 27e régiment d'infanterie.

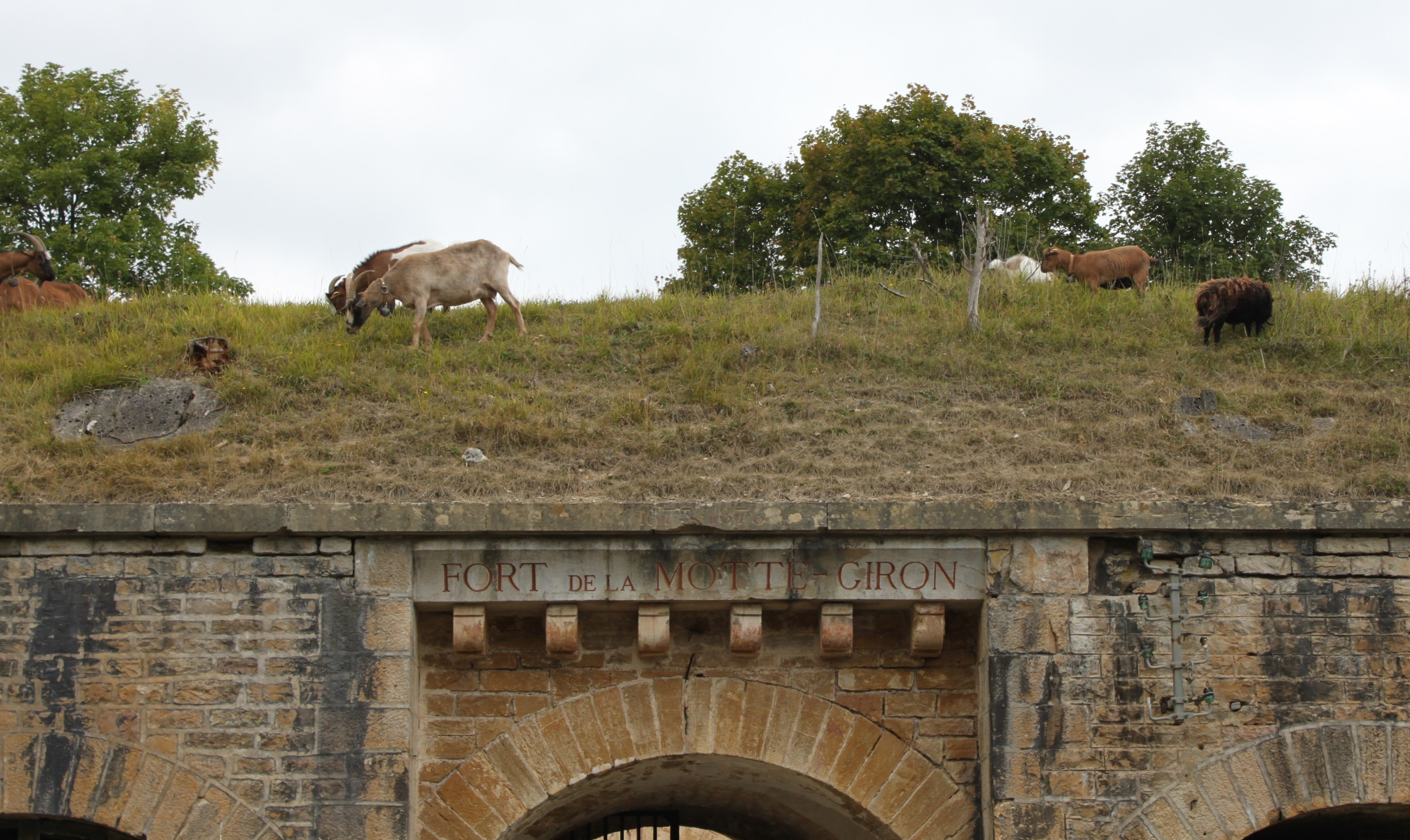
Des chèvres assurant la tonte des pelouses sur les dessus du fort en septembre 2012.

En 2002, la municipalité de Dijon rachète le fort, lançant de petits chantiers de restauration notamment depuis 2014. Les moutons solognots paissent dans les fossés. Le fort est inscrit comme monument historique par arrêté préfectoral du 5 mai 2006,.

## Description
Le fort est construit sur le petit plateau de Bel Air, avec un sommet à 412 mètres d'altitude, entre la combe à la Serpent et Combe Persil. Les fossés dessinent un pentagone irrégulier, de forme presque rectangulaire, d'une surface de 4,2 hectares.
Sa mission est d'abord de servir de fort détaché protégeant la ville, épaulé par les forts voisins (le réduit du Mont-Afrique au sud et le fort d'Hauteville au nord). Comme de sa position il peut couvrir de ses tirs la vallée encaissée de l'Ouche, où passent le canal de Bourgogne, la route nationale 5 (recouverte par l'actuelle A38) ainsi que la ligne ferroviaire de Paris à Lyon (la PLM, l'artère maîtresse du réseau ferroviaire français), le fort de la Motte-Giron est conçu comme un fort d'arrêt devant servir de dernier réduit de résistance, capable de tirer sur la gare de Dijon-Ville.

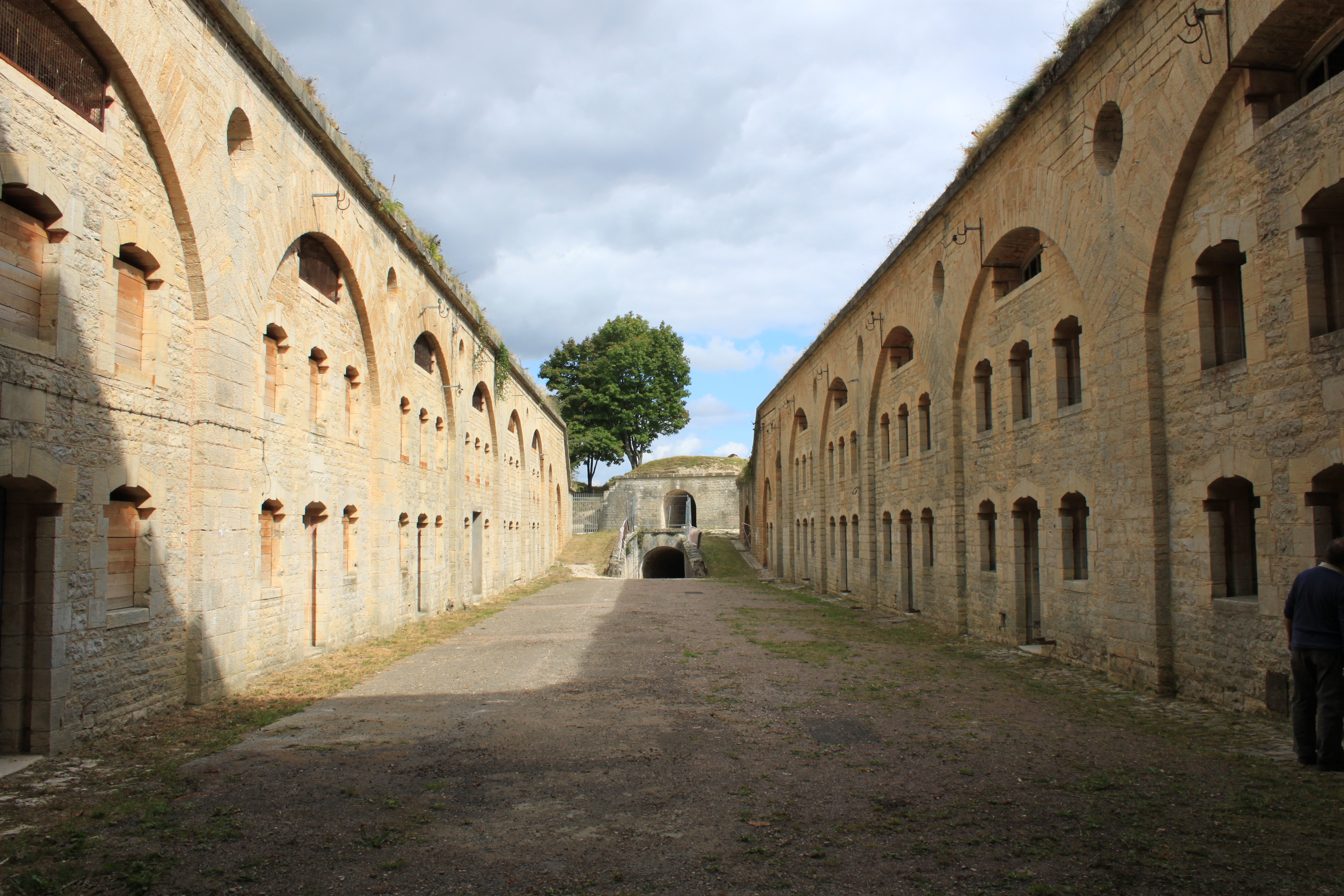
Vue de la cour du casernement, aux fenêtres murées.

La défense des fossés est confiée à trois caponnières simples et une double (au nord-ouest). Le fort est construit en maçonnerie de pierre recouverte d'une épaisse couche de terre : le casernement voûté est au centre, autour d'une petite cour rectangulaire, avec les traverses-abris et les plates-formes de tir disposées tout autour.
Une batterie annexe est construite à l'extrémité ouest de la butte.